# Predosa
Predosa är en ort och kommun i provinsen Alessandria i regionen Piemonte i Italien. Kommunen hade 1 975 invånare (2018).